# 옌스 페테르 베르텔센
옌스 페테르 베르텔센(덴마크어: Jens Peter Berthelsen, 1854년 12월 15일 ~ 1934년 7월 26일)은 덴마크의 펜싱 선수이다. 그는 1900년 하계 올림픽의 마스터 플뢰레 종목에 출전했다. 그는 옌스 베르텔센의 아버지이다.